# 米山信之
米山 信之（よねやま のぶゆき、1970年5月25日 - ）は、日本の元俳優、声優。千葉県出身。血液型はO型。劇団俳優座養成所出身。趣味はサーフィン、バスケットボール、バーテンダー技術。
学生時代に友人から小劇団に誘われたことがきっかけで、市役所勤めを経て俳優の道に入る。2016年時点ですでに引退しており、レストランを経営している。

## 出演

### テレビドラマ
- 葵 徳川三代（鷹司信尚）
- 私の中の誰か
- 虹色定期便（吉田圭）
- 銀狼怪奇ファイル（金狼の声）
- 続・星の金貨（警官）
- 烏鯉
- 月曜ドラマシリーズ 冬の訪問者
- e's 危険な扉-愛を手錠で繋ぐ時-（ナレーター）

### 特撮
- 仮面ライダーシリーズ
  - 仮面ライダークウガ（桜井剛）
  - 仮面ライダー響鬼（伊佐倉）
- スーパー戦隊シリーズ
  - 激走戦隊カーレンジャー（ボーゾックの声）※第1話
  - 電磁戦隊メガレンジャー（モグラネジレの声）
- ビーファイターカブト（貪魚獣シーラガンザの声、海蠍獣カイザゾラーの声、ロマネスク・愛）

### 舞台
- デジャ・ヴュ

### その他
- 突撃!お笑い風林火山（豊臣秀吉）